# Pseudotachea litturata
Pseudotachea litturata is een slakkensoort uit de familie van de Helicidae. De wetenschappelijke naam van de soort is voor het eerst geldig gepubliceerd in 1851 door L. Pfeiffer.